# Jesús Villar Hernández
Jesús Villar Hernández es un médico e investigador español, especializado en Medicina Intensiva. Es experto en pacientes con lesión pulmonar aguda y tratamiento ventilatorio de dichos pacientes.

## Formación y experiencia laboral
Realizó estudios de Medicina y Cirugía, y posteriormente se doctoró en dicha especialidad. En 1992 recibió una beca de Formación de Personal Investigador para una estancia de investigación en Canadá. 
Fue director de la Unidad de Investigación del Hospital de la Candelaria (Tenerife), profesor clínico de Medicina Intensiva en la Universidad Mercer de Macon, Georgia, EE. UU., y asesor del Instituto de Formación en Biomedicina de Madrid. En 2006 era director del Instituto Canario de Investigación Biomédica, siendo también uno de los fundadores del Instituto Canario de Investigación del Cáncer.
En 2008 trabajó como investigador asociado del Massachusetts General Hospital de Boston, Massachusetts, y otros centros hospitalarios docentes de la Universidad de Harvard.
Actualmente es jefe de grupo del CIBER (Centro de Investigación Biomédica en Red) de Enfermedades Respiratorias, dependiente del Instituto de Salud Carlos III y director de la Unidad de Investigación del hospital Universitario Dr. Negrín, en Las Palmas de Gran Canaria, donde dirige la red de investigación traslacional MODERN (Multidisciplinary Organ Dysfunction Evaluation Research Network). También es investigador asociado del Keenan Research Center, perteneciente al Li Ka Shing Knowledge Institute, del St. Michael’s Hospital, Toronto, Canadá.
Su labor investigadora ha sido reconocida internacionalmente por lo que desde 2005 forma parte del grupo F1000, que reúne a los investigadores más importantes en el campo de la Medicina y la Biología, y los artículos de investigación de mayor relevancia. En este caso se destaca su contribución a la medicina intensivista.
Es colaborador en medios de comunicación como La Provincia, El País, etc.